# أكريلونتريل
الأكريلونيتريل هو مركب كيميائي ذو الصيغة الكيميائية C3H3N. وهو سائل عديم اللون يظهر بلون أصفر بسبب الشوائب. وهو موحود مهم لصناعة لدائن مثل متعدد الأكريلونيتريل. وبالنسبة للبنية الجزيئية، فإنه يتكون من مجموعة فاينيل مرتبطة بنتريل.

## الاستخدامات
يستخدم الأكريلونيتريل كموحود لتصنيع متعدد الأكريلونيتريل، وهو مكثور متجانس، أو لتصنيع عدة مكثورات إسهامية مهمة، مثل ستايرين أكريلونيتريل (SAN)، وأكريلونيتريل بيوتادايين ستايرين (ABS)، أكريلونيتريل ستايرين أكريلات (ASA)، وأنواع أخرى من المطاط الاصطناعي مثل أكريلونيتريل بيوتادايين (NBR).